# SMS-банкінг
SMS-банкінг — один з видів дистанційного банківського обслуговування, засобами якого доступ до рахунків та операцій за рахунками забезпечується в будь-який час та з використанням номера мобільного телефона клієнта, що зареєстрований у банку. Для виконання операцій використовуються SMS повідомлення. Таким чином необхідність встановлення додаткового програмного забезпечення на мобільний телефон (зокрема JAVA програми) відсутня.
Як правило, послуги SMS-банкінгу включають:
- Підтвердження виконання операцій, що змінили доступний залишок за рахунком (списання або зарахування коштів, блокування коштів);
- Запит інформації про рахунок (доступний залишок, баланс, кредитний ліміт, заблокована сума);
- Запит інформації про останні операції за рахунком;
- Тимчасове блокування платіжної картки;
- Розблокування платіжної картки;
- Тимчасове скасування лімітів по використанню платіжної картки;
- Нагадування про закінчення терміну дії картки;
- Нагадування про обов'язкові платежі клієнта (зокрема, погашення заборгованості за кредитом);
- Оплата рахунків про надані небанківські послуги (зокрема комунальні, зв'язок);
- Придбання ваучерів передоплачених послуг (мобільні оператори, інтернет);
- Пряме поповнення балансу SIM (USIM, R-UIM)-картки за вказаним номером телефону.

## Дивись також
- Інтернет-банкінг